# Видима-Раковски
«Видима-Раковски» — болгарский футбольный клуб из города Севлиево, выступающий в высшем дивизионе чемпионата страны. Клуб основан 29 декабря 1922 года, домашние матчи проводит на стадионе «Раковски». В сезоне 2009/10 команда стала победителем Западной зоны группы «Б» и вновь заработала путёвку в высшую лигу, где клуб дебютировал в 2003 году.

## Стадион
- «Раковски».
- Расположение: улица Марина Попова, 53, Севлиево, Габровская область, Болгария.
- Год заложения: 1958.
- Вместимость: 8 816 мест.
- Владелец: муниципалитет Севлиево.
- Использование: главная и юношеская команды «Видима-Раковски».